# Amphoe Kham Thale So
Amphoe Kham Thale So (Thai: อำเภอ ขามทะเลสอ) ist ein Landkreis (Amphoe – Verwaltungs-Distrikt) in der Provinz Nakhon Ratchasima. Die Provinz Nakhon Ratchasima liegt in der Nordostregion von Thailand, dem so genannten Isan. 

## Geographie
Amphoe Kham Thale So grenzt an die folgenden Landkreise (von Norden im Uhrzeigersinn): an die Amphoe Non Thai, Mueang Nakhon Ratchasima, Sung Noen und Dan Khun Thot. Alle Amphoe liegen in der Provinz Nakhon Ratchasima.

## Geschichte
Kham Thale So wurde 1958 zunächst als „Zweigkreis“ (King Amphoe) eingerichtet, indem sein Gebiet vom Amphoe Non Thai und vom Amphoe Sung Noen abgetrennt worden war. 1965 wurde er offiziell zum Amphoe heraufgestuft.

## Verwaltung

### Provinzverwaltung
Der Landkreis Kham Thale So ist in fünf Tambon („Unterbezirke“ oder „Gemeinden“) eingeteilt, die sich weiter in 46 Muban („Dörfer“) unterteilen.
| Nr. | Name          | Thai      | Muban | Einw. |
| --- | ------------- | --------- | ----- | ----- |
| 1.  | Kham Thale So | ขามทะเลสอ | 09    | 7.241 |
| 2.  | Pong Daeng    | โป่งแดง    | 08    | 5.213 |
| 3.  | Phan Dung     | พันดุง      | 11    | 5.397 |
| 4.  | Nong Suang    | หนองสรวง  | 09    | 5.912 |
| 5.  | Bueng O       | บึงอ้อ      | 09    | 5.641 |

### Lokalverwaltung
Es gibt zwei Kommunen mit „Kleinstadt“-Status (Thesaban Tambon) im Landkreis:
- Phan Dung (Thai: เทศบาลตำบลพันดุง), bestehend aus dem gesamten Tambon Phan Dung.
- Kham Thale So (Thai: เทศบาลตำบลขามทะเลสอ), bestehend aus Teilen des Tambon Kham Thale So.

Außerdem gibt es vier „Tambon-Verwaltungsorganisationen“ (องค์การบริหารส่วนตำบล – Tambon Administrative Organizations, TAO):
- Kham Thale So (Thai: องค์การบริหารส่วนตำบลขามทะเลสอ)
- Pong Daeng (Thai: องค์การบริหารส่วนตำบลโป่งแดง)
- Nong Suang (Thai: องค์การบริหารส่วนตำบลหนองสรวง)
- Bueng O (Thai: องค์การบริหารส่วนตำบลบึงอ้อ)